# Љиљана Дугалић
Љиљана Дугалић (Инђија, 1959) српска је песникиња, приповедач, есејист и документариста.
Оснивач је и председник Удружења Колевка или Мајка које се бави афирмацијом дружељубља између деце и особа са инвалидитетом и деце и особа без сличних сметњи. Живи у Београду. Члан је Српског књижевног друштва.

## Објављена дела

### Књиге поезије
- Иза бордо капије (Књижевна заједница Новог Сада, 1990),
- Дрво сред врта (БИГЗ, 1992),
- Реквијем за свица (Књижевна заједница Новог Сада, 1993),
- Катедрала у коферу (Плато, 2002), диптих-збирка раних, путописних песама Љ. Д. и слика Душана Јевтовића (1951-2000), проф. Факултета ликовних уметности у Београду. Иначе, корице свих њених књига илустроване су репродукцијама слика овог сликара.[2]

### Књиге за децу
- Лука у чаробном дворишту (Знамење, Пирот, 2013),[3] друго издање књиге је изашло 2015. године у издању „Дуга Књига“ из Сремских Карловаца.
- Лукин камени брод, друга књига из едиције о Луки (Дуга књига, Сремски Карловци, 2015),

### Књиге прозе
- Рам (Нолит, 1995),
- Човек из (Плато, 2001),
- Акт (Ауторско издање, 2007),[4]
- Цртеж на длану (Стубови културе, 2009)[5]

## Друга дела
- Распето Косово, сарадник је на тексту ове публикације (издавач Рашко-призренска епархија). Публикација од 1999. године има више издања на свим важнијим светским језицима и на албанском, у тиражу од неколико десетина хиљада примерака. У публикацији су сабране фотографије о насилно порушеним српским, православним храмовима на Косову и Метохији.
- - Путевима и Сновима, art-book, ументичка књига (Centre de diffusion Presse Papier, Trois-Rivieres, Canada, 2008), коауторство с песникињом Моник Жито, сликарком Елизабет Матје и сликарком и графичарком Биљаном Вуковић. Уметничка књига поред радова наведених сликарки садржи и реликвије из манастира Студенице и сувенире из Вишеграда.
- У шведском часопису ARTES (Стокхолм, 1998) преведене су јој и објављене приче, док је поезија уведена у антологију српске поезије објављене на руском језику у двојезичном издању (Москва, 2005). Налази се у прегледу српске поезије објављене 2008. године у италијанском часопису Trasse, Пескара. Публицистика јој је објављена у италијанском часопису Eupolis, 2007.
- Пише записе, есеје, репортаже, новинске чланке и објављује их у свим значајним књижевним часописима, ревијама и новинама на српском језику.
- Аутор је документарних, радио записа емитованих у емисији Говори да бих те видео на Радио Београду 2 и серијала у дневним новинама о животу патријарха српског г. Павла.
- Сценариста је и продуцент документарног филма Извините што касним с темом инклузије. Филм је награђен Наградом публике на Међународном филмском фестивалу БОСИ 2010.
- Од 2012. године приређује Црквени гласник цркве Светог Симеона Мироточивог на Новом Београду.[6]
- Приредила публикацију „Покренимо се! повежимо се!“, у питању је документарни дијалог на тему инклузије с поднасловом: Да не губимо време, чији је издавач НВО „Помоћ породици“, Београд 2013.

## Организатор програма
- Недеље задужбинарства – Твоје од Твојих,
- Никољданског дечјег сабора и других хуманитарних акција.

## Награде
- Венац Лазе Костића за збирку песама Иза бордо капије,
- Андрићева награда за збирку прича Акт.[7]